# Batu Bersurat
Batu Bersurat is een bestuurslaag in het regentschap Kampar van de provincie Riau, Indonesië. Batu Bersurat telt 2490 inwoners (volkstelling 2010).